# Schlachten von El Teb
Die Schlachten von El Teb waren zwei Gefechte, die im Zuge des Mahdi-Aufstandes im Osten des Sudan stattfanden.
In Sudan war 1881 der Mahdi-Aufstand ausgebrochen. Die Truppen der Mahdisten hatten 1882 und 1883 große Erfolge gegen ägyptische Truppen erringen können. Der Mahdisten – General Osman Digna trug den Aufstand in den Osten des Landes in die Region um den wichtigen Hafen Sawakin am Roten Meer. Im Zuge dessen fanden die beiden Schlachten von El Teb statt:
- Erste Schlacht von El Teb (4. Februar 1884)
- Zweite Schlacht von El Teb (29. Februar 1884)